# Åge Hareide
Åge Fridtjof Hareide (Ulsteinvik, 23 settembre 1953) è un allenatore di calcio ed ex calciatore norvegese.

## Carriera
Da calciatore vestì per cinquanta volte la maglia della sua Nazionale, mettendo a segno anche cinque reti.
Per anni fu allenatore del Molde, precisamente nei periodi che vanno dal 1985 al 1991 e dal 1993 al 1997.
Successivamente allenò in Svezia, all'Helsingborg. Qui nel 1998 fu vicino a far rivincere l'Allsvenskan ai rossoblu a 58 anni di distanza dall'ultima volta, ma il trionfo sfumò con la sconfitta esterna dell'ultima giornata contro il già retrocesso Häcken. Il titolo nazionale arrivò tuttavia l'anno successivo, quando l'Helsingborg chiuse l'Allsvenskan 1999 davanti a tutti.
Dopo il successo con gli svedesi, Hareide si trasferì in Danimarca al Brøndby, con cui vinse il campionato 2001-2002. Dal 1º gennaio 2003 tornò ufficialmente in patria per guidare il Rosenborg con un accordo triennale.
La sua prima parentesi sulla panchina bianconera durò solo un anno, riuscendo comunque a vincere il titolo norvegese.
Nel dicembre del 2003, infatti, egli venne nominato nuovo commissario tecnico della Nazionale norvegese, ruolo che mantenne fino al 2009.
Hareide tornò poi in Svezia, questa volta all'Örgryte per una breve parentesi, quindi si sedette sulla panchina del Viking che lasciò il 9 giugno 2012 a causa degli scarsi risultati conseguiti. Il 14 giugno successivo, fu nominato nuovo allenatore dell'Helsingborg, al posto di Conny Karlsson, rimanendo fino al termine del campionato.
Il 9 gennaio 2014 diventò ufficialmente l'allenatore del Malmö FF. La squadra si qualificò alla fase a gironi di Champions League, e a fine stagione si confermò campione di Svezia. La qualificazione ai gironi di Champions League venne bissata l'anno successivo, con la differenza rispetto alla stagione precedente che in campionato arrivò un 5º posto. Il 2 dicembre 2015 ufficializzò l'intenzione di dimettersi da tecnico del Malmö, lasciando l'incarico di fatto pochi giorni più tardi, dopo l'ultima partita stagionale contro il Real Madrid in Champions League.
Il 10 dicembre successivo venne presentato come nuovo commissario tecnico della Danimarca, subentrando al dimissionario Morten Olsen. Con un contratto in scadenza ad agosto 2020, Hareide avrebbe dovuto lasciare tutto l'incarico dopo gli Europei; tuttavia, a seguito del loro rinvio di un anno a causa della pandemia di COVID-19 in Europa, il suo ultimo incontro rimase il pareggio per 1-1 con l'Irlanda del novembre 2019, con il quale riuscì ad ottenere una striscia record di 34 partite consecutive da imbattuto.
Nell'agosto 2020 iniziò la sua seconda parentesi al Rosenborg, ma al termine della stagione 2021 (conclusa con il quinto posto in Eliteserien) concluse ufficialmente la carriera di allenatore all'età di 68 anni.
Nonostante si fosse ritirato, il 6 settembre 2022 accettò di traghettare il suo vecchio club del Malmö FF (che occupava il quinto posto in classifica) fino al termine della stagione, ovvero per le restanti 9 partite di campionato e per la fase a gironi di UEFA Europa Conference League. Senza essere riuscito ad invertire la tendenza, dato il settimo posto di fine anno, ha lasciato l'incarico una volta terminato il torneo.

## Statistiche

### Nazionale norvegese nel dettaglio
| set.-ott. 2004           | Norvegia        | Qual. Mondiali 2006 | 2º nel gruppo E, eliminato dopo i play-off | 4  | 2  | 1  | 1  | 50,00 | 6  | 3  | +3  |
| 2005                     | Norvegia        | Qual. Mondiali 2006 | 2º nel gruppo E, eliminato dopo i play-off | 6  | 3  | 2  | 1  | 50,00 | 6  | 3  | +3  |
| Novembre 2005 (play-off) | Norvegia        | Qual. Mondiali 2006 | 2º nel gruppo E, eliminato dopo i play-off | 2  | 0  | 0  | 2  | &0,00 | 0  | 2  | -2  |
| set.-ott. 2006           | Norvegia        | Qual. Euro 2008     | 3° nel gruppo C                            | 3  | 2  | 0  | 1  | 66,67 | 6  | 2  | +4  |
| 2007                     | Norvegia        | Qual. Euro 2008     | 3° nel gruppo C                            | 9  | 5  | 2  | 2  | 55,56 | 21 | 9  | +12 |
| set.-ott. 2008           | Norvegia        | Qual. Mondiali 2010 | Esonerato                                  | 3  | 0  | 2  | 1  | &0,00 | 2  | 3  | -1  |
| Dal 2004 al 2008         | Norvegia        | Amichevoli          |                                            | 31 | 12 | 11 | 8  | 38,71 | 47 | 42 | +5  |
| Totale Norvegia          | Totale Norvegia | Totale Norvegia     | Totale Norvegia                            | 58 | 24 | 18 | 16 | 41,38 | 88 | 65 | +23 |

#### Panchine da commissario tecnico della nazionale norvegese
| Cronologia completa delle presenze e delle reti in nazionale ― Norvegia | Cronologia completa delle presenze e delle reti in nazionale ― Norvegia | Cronologia completa delle presenze e delle reti in nazionale ― Norvegia | Cronologia completa delle presenze e delle reti in nazionale ― Norvegia | Cronologia completa delle presenze e delle reti in nazionale ― Norvegia | Cronologia completa delle presenze e delle reti in nazionale ― Norvegia | Cronologia completa delle presenze e delle reti in nazionale ― Norvegia | Cronologia completa delle presenze e delle reti in nazionale ― Norvegia |
| Data                                                                    | Città                                                                   | In casa                                                                 | Risultato                                                               | Ospiti                                                                  | Competizione                                                            | Reti                                                                    | Note                                                                    |
| ----------------------------------------------------------------------- | ----------------------------------------------------------------------- | ----------------------------------------------------------------------- | ----------------------------------------------------------------------- | ----------------------------------------------------------------------- | ----------------------------------------------------------------------- | ----------------------------------------------------------------------- | ----------------------------------------------------------------------- |
| 22-1-2004                                                               | Hong Kong                                                               | Norvegia                                                                | 3 – 0                                                                   | Svezia                                                                  | Amichevole                                                              | Frode Johnsen 2 Håvard Flo                                              | Cap: H. Flo                                                             |
| 25-1-2004                                                               | Hong Kong                                                               | Norvegia                                                                | 3 – 1                                                                   | Honduras                                                                | Amichevole                                                              | Harald Brattbakk Frode Johnsen Magne Hoseth                             | Cap: H. Flo                                                             |
| 28-1-2004                                                               | Singapore                                                               | Singapore                                                               | 2 – 5                                                                   | Norvegia                                                                | Amichevole                                                              | Anders Stadheim Alexander Aas 2 Håvard Flo Harald Brattbakk             | Cap: H. Flo                                                             |
| 18-2-2004                                                               | Belfast                                                                 | Irlanda del Nord                                                        | 1 – 4                                                                   | Norvegia                                                                | Amichevole                                                              | 2 Morten Gamst Pedersen Steffen Iversen autorete                        | Cap: M.Andersen                                                         |
| 31-3-2004                                                               | Belgrado                                                                | Serbia e Montenegro                                                     | 0 – 1                                                                   | Norvegia                                                                | Amichevole                                                              | Martin Andresen (rig.)                                                  | Cap: M.Andersen                                                         |
| 28-4-2004                                                               | Oslo                                                                    | Norvegia                                                                | 3 – 2                                                                   | Russia                                                                  | Amichevole                                                              | Martin Andresen Sigurd Rushfeldt Jan Gunnar Solli                       | Cap: M.Andersen                                                         |
| 27-5-2004                                                               | Oslo                                                                    | Norvegia                                                                | 0 – 0                                                                   | Galles                                                                  | Amichevole                                                              | -                                                                       | Cap: M.Andersen                                                         |
| 18-8-2004                                                               | Oslo                                                                    | Norvegia                                                                | 2 – 2                                                                   | Belgio                                                                  | Amichevole                                                              | Frode Johnsen Vidar Riseth                                              | Cap: M.Andersen                                                         |
| 4-9-2004                                                                | Palermo                                                                 | Italia                                                                  | 2 – 1                                                                   | Norvegia                                                                | Qual. Mondiali 2006                                                     | John Carew                                                              | Cap: M.Andersen                                                         |
| 8-9-2004                                                                | Oslo                                                                    | Norvegia                                                                | 1 – 1                                                                   | Bielorussia                                                             | Qual. Mondiali 2006                                                     | Vidar Riseth                                                            | Cap: M.Andersen                                                         |
| 9-10-2004                                                               | Edimburgo                                                               | Scozia                                                                  | 0 – 1                                                                   | Norvegia                                                                | Qual. Mondiali 2006                                                     | Steffen Iversen (rig.)                                                  | Cap: C.Lundekvam                                                        |
| 13-10-2004                                                              | Oslo                                                                    | Norvegia                                                                | 3 – 0                                                                   | Slovenia                                                                | Qual. Mondiali 2006                                                     | John Carew Morten Gamst Pedersen Alexander Ødegaard                     | Cap: M.Andersen                                                         |
| 16-11-2004                                                              | Londra                                                                  | Australia                                                               | 2 – 2                                                                   | Norvegia                                                                | Amichevole                                                              | Steffen Iversen Morten Gamst Pedersen                                   | Cap: C.Lundekvam                                                        |
| 22-1-2005                                                               | Adiliya                                                                 | Kuwait                                                                  | 1 – 1                                                                   | Norvegia                                                                | Amichevole                                                              | Raymond Kvisvik                                                         |                                                                         |
| 25-1-2005                                                               | Riffa                                                                   | Bahrein                                                                 | 0 – 1                                                                   | Norvegia                                                                | Amichevole                                                              | Raymond Kvisvik                                                         |                                                                         |
| 28-1-2005                                                               | Amman                                                                   | Giordania                                                               | 0 – 0                                                                   | Norvegia                                                                | Amichevole                                                              | -                                                                       |                                                                         |
| 9-2-2005                                                                | La Valletta                                                             | Malta                                                                   | 0 – 3                                                                   | Norvegia                                                                | Amichevole                                                              | 2 Sigurd Rushfeldt John Arne Riise                                      | Cap: C.Lundekvam                                                        |
| 30-3-2005                                                               | Chișinău                                                                | Moldavia                                                                | 0 – 0                                                                   | Norvegia                                                                | Qual. Mondiali 2006                                                     | -                                                                       | Cap: C.Lundekvam                                                        |
| 20-4-2005                                                               | Tallinn                                                                 | Estonia                                                                 | 1 – 2                                                                   | Norvegia                                                                | Amichevole                                                              | Frode Johnsen Daniel Braaten                                            | Cap: A.Bergdolmo                                                        |
| 24-5-2005                                                               | Oslo                                                                    | Norvegia                                                                | 1 – 0                                                                   | Costa Rica                                                              | Amichevole                                                              | Frode Johnsen                                                           | Cap: M.Andersen                                                         |
| 4-6-2005                                                                | Oslo                                                                    | Norvegia                                                                | 0 – 0                                                                   | Italia                                                                  | Qual. Mondiali 2006                                                     | -                                                                       | Cap: M.Andersen                                                         |
| 8-6-2005                                                                | Solna                                                                   | Svezia                                                                  | 2 – 3                                                                   | Norvegia                                                                | Amichevole                                                              | John Arne Riise Thorstein Helstad Steffen Iversen                       | Cap: J.Riise                                                            |
| 17-8-2005                                                               | Oslo                                                                    | Norvegia                                                                | 0 – 2                                                                   | Svizzera                                                                | Amichevole                                                              | -                                                                       | Cap: C.Lundekvam                                                        |
| 3-9-2005                                                                | Celje                                                                   | Slovenia                                                                | 2 – 3                                                                   | Norvegia                                                                | Qual. Mondiali 2006                                                     | John Carew Claus Lundekvam Morten Gamst Pedersen                        | Cap: C.Lundekvam                                                        |
| 7-9-2005                                                                | Oslo                                                                    | Norvegia                                                                | 1 – 2                                                                   | Scozia                                                                  | Qual. Mondiali 2006                                                     | Ole Martin Arst                                                         | Cap: M.Andersen                                                         |
| 8-10-2005                                                               | Oslo                                                                    | Norvegia                                                                | 1 – 0                                                                   | Moldavia                                                                | Qual. Mondiali 2006                                                     | Sigurd Rushfeldt                                                        | Cap: T.Myhre                                                            |
| 12-10-2005                                                              | Minsk                                                                   | Bielorussia                                                             | 0 – 1                                                                   | Norvegia                                                                | Qual. Mondiali 2006                                                     | Thorstein Helstad                                                       | Cap: T.Myhre                                                            |
| 12-11-2005                                                              | Oslo                                                                    | Norvegia                                                                | 0 – 1                                                                   | Rep. Ceca                                                               | Qual. Mondiali 2006                                                     | -                                                                       | Cap: T.Myhre                                                            |
| 16-11-2005                                                              | Praga                                                                   | Rep. Ceca                                                               | 1 – 0                                                                   | Norvegia                                                                | Qual. Mondiali 2006                                                     | -                                                                       | Cap: T.Myhre                                                            |
| 26-1-2006                                                               | San Francisco                                                           | Messico                                                                 | 2 – 1                                                                   | Norvegia                                                                | Amichevole                                                              | Ole Martin Arst                                                         | Cap: B.Hangeland                                                        |
| 29-1-2006                                                               | Carson                                                                  | Stati Uniti                                                             | 5 – 0                                                                   | Norvegia                                                                | Amichevole                                                              | -                                                                       | Cap: B.Hangeland                                                        |
| 1-3-2006                                                                | Dakar                                                                   | Senegal                                                                 | 2 – 1                                                                   | Norvegia                                                                | Amichevole                                                              | Erik Hagen                                                              | Cap: T.Myhre                                                            |
| 24-5-2006                                                               | Oslo                                                                    | Norvegia                                                                | 2 – 2                                                                   | Paraguay                                                                | Amichevole                                                              | 2 Frode Johnsen                                                         | Cap: M.Andersen                                                         |
| 1-6-2006                                                                | Oslo                                                                    | Norvegia                                                                | 0 – 0                                                                   | Corea del Sud                                                           | Amichevole                                                              | -                                                                       | Cap: M.Andersen                                                         |
| 16-8-2006                                                               | Oslo                                                                    | Norvegia                                                                | 1 – 1                                                                   | Brasile                                                                 | Amichevole                                                              | Morten Gamst Pedersen                                                   | Cap: M.Andersen                                                         |
| 2-9-2006                                                                | Budapest                                                                | Ungheria                                                                | 1 – 4                                                                   | Norvegia                                                                | Qual. Euro 2008                                                         | 2 Ole Gunnar Solskjaer Fredrik Strømstad Morten Gamst Pedersen          | Cap: M.Andersen                                                         |
| 6-9-2006                                                                | Oslo                                                                    | Norvegia                                                                | 2 – 0                                                                   | Moldavia                                                                | Qual. Euro 2008                                                         | Fredrik Strømstad Steffen Iversen                                       | Cap: M.Andersen                                                         |
| 7-10-2006                                                               | Atene                                                                   | Grecia                                                                  | 1 – 0                                                                   | Norvegia                                                                | Qual. Euro 2008                                                         | -                                                                       | Cap: M.Andersen                                                         |
| 15-11-2006                                                              | Belgrado                                                                | Serbia                                                                  | 1 – 1                                                                   | Norvegia                                                                | Amichevole                                                              | John Carew                                                              | Cap: J.Carew                                                            |
| 7-2-2007                                                                | Fiume                                                                   | Croazia                                                                 | 2 – 1                                                                   | Norvegia                                                                | Amichevole                                                              | Petter Vaagan Moen                                                      | Cap: M.Andersen                                                         |
| 24-3-2007                                                               | Oslo                                                                    | Norvegia                                                                | 1 – 2                                                                   | Bosnia ed Erzegovina                                                    | Qual. Euro 2008                                                         | John Carew                                                              | Cap: M.Andersen                                                         |
| 28-3-2007                                                               | Francoforte sul Meno                                                    | Turchia                                                                 | 2 – 2                                                                   | Norvegia                                                                | Qual. Euro 2008                                                         | Simen Brenne Martin Andresen                                            | Cap: M.Andersen                                                         |
| 2-6-2007                                                                | Oslo                                                                    | Norvegia                                                                | 4 – 0                                                                   | Malta                                                                   | Qual. Euro 2008                                                         | Kristofer Haestad Thorstein Helstad Steffen Iversen John Arne Riise     | Cap: M.Andersen                                                         |
| 6-6-2007                                                                | Oslo                                                                    | Norvegia                                                                | 4 – 0                                                                   | Ungheria                                                                | Qual. Euro 2008                                                         | Steffen Iversen Daniel Braaten 2 John Carew                             | Cap: M.Andersen                                                         |
| 22-8-2007                                                               | Oslo                                                                    | Norvegia                                                                | 2 – 1                                                                   | Argentina                                                               | Amichevole                                                              | 2 John Carew 1 (rig.)                                                   | Cap: M.Andersen                                                         |
| 8-9-2007                                                                | Chișinău                                                                | Moldavia                                                                | 0 – 1                                                                   | Norvegia                                                                | Qual. Euro 2008                                                         | Steffen Iversen                                                         | Cap: M.Andersen                                                         |
| 12-9-2007                                                               | Oslo                                                                    | Norvegia                                                                | 2 – 2                                                                   | Grecia                                                                  | Qual. Euro 2008                                                         | John Carew John Arne Riise                                              | Cap: M.Andersen                                                         |
| 17-10-2007                                                              | Sarajevo                                                                | Bosnia ed Erzegovina                                                    | 0 – 2                                                                   | Norvegia                                                                | Qual. Euro 2008                                                         | Erik Hagen Bjørn Helge Riise                                            | Cap: M.Andersen                                                         |
| 17-11-2007                                                              | Oslo                                                                    | Norvegia                                                                | 1 – 2                                                                   | Turchia                                                                 | Qual. Euro 2008                                                         | Erik Hagen                                                              | Cap: J.Carew                                                            |
| 21-11-2007                                                              | La Valletta                                                             | Malta                                                                   | 1 – 4                                                                   | Norvegia                                                                | Qual. Euro 2008                                                         | 3 Steffen Iversen 1 (rig.) Morten Gamst Pedersen                        | Cap: J.Carew                                                            |
| 6-2-2008                                                                | Cardiff                                                                 | Galles                                                                  | 3 – 0                                                                   | Norvegia                                                                | Amichevole                                                              | -                                                                       | Cap: M.Andersen                                                         |
| 26-3-2008                                                               | Podgorica                                                               | Montenegro                                                              | 3 – 1                                                                   | Norvegia                                                                | Amichevole                                                              | John Carew                                                              | Cap: M.Andersen                                                         |
| 28-5-2008                                                               | Oslo                                                                    | Norvegia                                                                | 2 – 2                                                                   | Uruguay                                                                 | Amichevole                                                              | Tarik Elyounoussi John Arne Riise                                       | Cap: M.Andersen                                                         |
| 20-8-2008                                                               | Oslo                                                                    | Norvegia                                                                | 1 – 1                                                                   | Irlanda                                                                 | Amichevole                                                              | Tore Reginiussen                                                        | Cap: B.Hangeland                                                        |
| 6-9-2008                                                                | Oslo                                                                    | Norvegia                                                                | 2 – 2                                                                   | Islanda                                                                 | Qual. Mondiali 2010                                                     | 2 Steffen Iversen 1 (rig.)                                              | Cap: B.Hangeland                                                        |
| 11-10-2008                                                              | Edimburgo                                                               | Scozia                                                                  | 0 – 0                                                                   | Norvegia                                                                | Qual. Mondiali 2010                                                     | -                                                                       | Cap: B.Hangeland                                                        |
| 15-10-2008                                                              | Oslo                                                                    | Norvegia                                                                | 0 – 1                                                                   | Paesi Bassi                                                             | Qual. Mondiali 2010                                                     | -                                                                       | Cap: B.Hangeland                                                        |
| 19-11-2008                                                              | Dnipro                                                                  | Ucraina                                                                 | 1 – 0                                                                   | Norvegia                                                                | Amichevole                                                              | -                                                                       | Cap: B.Hangeland                                                        |
| Totale                                                                  |                                                                         | Presenze                                                                | 58                                                                      |                                                                         | Reti                                                                    | 88                                                                      |                                                                         |

### Nazionale danese nel dettaglio
| 2016                     | Danimarca        | Qual. Mondiali 2018           | 2º nel gruppo E, qualificato dopo i play-off  | 4  | 2  | 0  | 2 | 50,00 | 7  | 5  | +2  |
| 2017                     | Danimarca        | Qual. Mondiali 2018           | 2º nel gruppo E, qualificato dopo i play-off  | 6  | 4  | 2  | 0 | 66,67 | 18 | 3  | +15 |
| Novembre 2017 (play-off) | Danimarca        | Qual. Mondiali 2018           | 2º nel gruppo E, qualificato dopo i play-off  | 2  | 1  | 1  | 0 | 50,00 | 5  | 1  | +4  |
| 2018                     | Danimarca        | Mondiali 2018                 | Ottavi di finale                              | 4  | 1  | 3  | 0 | 25,00 | 3  | 2  | +1  |
| 2018                     | Danimarca        | UEFA Nations League 2018-2019 | 1° nel gruppo 3 di Lega B, Promosso in Lega A | 4  | 2  | 2  | 0 | 50,00 | 4  | 1  | +3  |
| 2019                     | Danimarca        | Qual. Euro 2020               | Dimesso                                       | 6  | 3  | 3  | 0 | 50,00 | 17 | 6  | +11 |
| Dal 2016 al 2019         | Danimarca        | Amichevoli                    |                                               | 14 | 7  | 5  | 2 | 50,00 | 29 | 12 | +17 |
| Totale Danimarca         | Totale Danimarca | Totale Danimarca              | Totale Danimarca                              | 40 | 20 | 16 | 4 | 50,00 | 83 | 30 | +53 |

#### Panchine da commissario tecnico della nazionale danese
| Cronologia completa delle presenze e delle reti in nazionale ― Danimarca | Cronologia completa delle presenze e delle reti in nazionale ― Danimarca | Cronologia completa delle presenze e delle reti in nazionale ― Danimarca | Cronologia completa delle presenze e delle reti in nazionale ― Danimarca | Cronologia completa delle presenze e delle reti in nazionale ― Danimarca | Cronologia completa delle presenze e delle reti in nazionale ― Danimarca | Cronologia completa delle presenze e delle reti in nazionale ― Danimarca    | Cronologia completa delle presenze e delle reti in nazionale ― Danimarca |
| Data                                                                     | Città                                                                    | In casa                                                                  | Risultato                                                                | Ospiti                                                                   | Competizione                                                             | Reti                                                                        | Note                                                                     |
| ------------------------------------------------------------------------ | ------------------------------------------------------------------------ | ------------------------------------------------------------------------ | ------------------------------------------------------------------------ | ------------------------------------------------------------------------ | ------------------------------------------------------------------------ | --------------------------------------------------------------------------- | ------------------------------------------------------------------------ |
| 24-3-2016                                                                | Herning                                                                  | Danimarca                                                                | 2 – 1                                                                    | Islanda                                                                  | Amichevole                                                               | 2 Nicolai Jörgensen                                                         | Cap: D.Agger                                                             |
| 29-3-2016                                                                | Edimburgo                                                                | Scozia                                                                   | 1 – 0                                                                    | Danimarca                                                                | Amichevole                                                               | -                                                                           | Cap: D.Agger                                                             |
| 3-6-2016                                                                 | Toyota                                                                   | Bosnia ed Erzegovina                                                     | 2 – 2 (4 - 3 dtr)                                                        | Danimarca                                                                | Amichevole                                                               | Simon Kjær Viktor Fischer                                                   | Cap: S.Kjaer                                                             |
| 7-6-2016                                                                 | Osaka                                                                    | Bulgaria                                                                 | 0 – 4                                                                    | Danimarca                                                                | Amichevole                                                               | Morten Rasmussen 3 Christian Eriksen                                        | Cap: S.Kjaer                                                             |
| 31-8-2016                                                                | Horsens                                                                  | Danimarca                                                                | 5 – 0                                                                    | Liechtenstein                                                            | Amichevole                                                               | 2 Nicolai Jörgensen Andreas Cornelius Viktor Fischer Jens Stryger Larsen    | Cap: S.Kjaer                                                             |
| 4-9-2016                                                                 | Copenaghen                                                               | Danimarca                                                                | 1 – 0                                                                    | Armenia                                                                  | Qual. Mondiali 2018                                                      | Christian Eriksen                                                           | Cap: S.Kjaer                                                             |
| 8-10-2016                                                                | Varsavia                                                                 | Polonia                                                                  | 3 – 2                                                                    | Danimarca                                                                | Qual. Mondiali 2018                                                      | autorete Yussuf Poulsen                                                     | Cap: S.Kjaer                                                             |
| 11-10-2016                                                               | Copenaghen                                                               | Danimarca                                                                | 0 – 1                                                                    | Montenegro                                                               | Qual. Mondiali 2018                                                      | -                                                                           | Cap: S.Kjaer                                                             |
| 11-11-2016                                                               | Copenaghen                                                               | Danimarca                                                                | 4 – 1                                                                    | Kazakistan                                                               | Qual. Mondiali 2018                                                      | Andreas Cornelius 2 Christian Eriksen 1 (rig.) Peter Ankersen               | Cap: S.Kjaer                                                             |
| 15-11-2016                                                               | Mladá Boleslav                                                           | Rep. Ceca                                                                | 1 – 1                                                                    | Danimarca                                                                | Amichevole                                                               | Nicolai Jörgensen                                                           | Cap: S.Kjaer                                                             |
| 26-3-2017                                                                | Cluj                                                                     | Romania                                                                  | 0 – 0                                                                    | Danimarca                                                                | Qual. Mondiali 2018                                                      | -                                                                           | Cap: S.Kjaer                                                             |
| 6-6-2017                                                                 | Brøndby                                                                  | Danimarca                                                                | 1 – 1                                                                    | Germania                                                                 | Amichevole                                                               | Christian Eriksen                                                           | Cap: C.Eriksen                                                           |
| 10-6-2017                                                                | Almaty                                                                   | Kazakistan                                                               | 1 – 3                                                                    | Danimarca                                                                | Qual. Mondiali 2018                                                      | Nicolai Jörgensen Christian Eriksen (rig.) K.Dolberg                        | Cap: S.Kjaer                                                             |
| 1-9-2017                                                                 | Copenaghen                                                               | Danimarca                                                                | 4 – 0                                                                    | Polonia                                                                  | Qual. Mondiali 2018                                                      | Thomas Delaney Andreas Cornelius Nicolai Jörgensen Christian Eriksen        | Cap: S.Kjaer                                                             |
| 4-9-2017                                                                 | Erevan                                                                   | Armenia                                                                  | 1 – 4                                                                    | Danimarca                                                                | Qual. Mondiali 2018                                                      | 3 Thomas Delaney Christian Eriksen                                          | Cap: S.Kjaer                                                             |
| 5-10-2017                                                                | Podgorica                                                                | Montenegro                                                               | 0 – 1                                                                    | Danimarca                                                                | Qual. Mondiali 2018                                                      | Christian Eriksen                                                           | Cap: S.Kjaer                                                             |
| 8-10-2017                                                                | Copenaghen                                                               | Danimarca                                                                | 1 – 1                                                                    | Romania                                                                  | Qual. Mondiali 2018                                                      | Christian Eriksen (rig.)                                                    | Cap: S.Kjaer                                                             |
| 11-11-2017                                                               | Copenaghen                                                               | Danimarca                                                                | 0 – 0                                                                    | Irlanda                                                                  | Qual. Mondiali 2018                                                      | -                                                                           | Cap: S.Kjaer                                                             |
| 14-11-2017                                                               | Dublino                                                                  | Irlanda                                                                  | 1 – 5                                                                    | Danimarca                                                                | Qual. Mondiali 2018                                                      | Andreas Christensen 3 Christian Eriksen Nicklas Bendtner (rig.)             | Cap: S.Kjaer                                                             |
| 22-3-2018                                                                | Brøndby                                                                  | Danimarca                                                                | 1 – 0                                                                    | Panama                                                                   | Amichevole                                                               | Pione Sisto                                                                 | Cap: S.Kjaer                                                             |
| 27-3-2018                                                                | Aalborg                                                                  | Danimarca                                                                | 0 – 0                                                                    | Cile                                                                     | Amichevole                                                               | -                                                                           | Cap: S.Kjaer                                                             |
| 2-6-2018                                                                 | Solna                                                                    | Svezia                                                                   | 0 – 0                                                                    | Danimarca                                                                | Amichevole                                                               | -                                                                           | Cap: S.Kjaer                                                             |
| 9-6-2018                                                                 | Brøndby                                                                  | Danimarca                                                                | 2 – 0                                                                    | Messico                                                                  | Amichevole                                                               | Yussuf Poulsen Christian Eriksen                                            | Cap: S.Kjaer                                                             |
| 16-6-2018                                                                | Saransk                                                                  | Perù                                                                     | 0 – 1                                                                    | Danimarca                                                                | Mondiali 2018 - 1º turno                                                 | Yussuf Poulsen                                                              | Cap: S.Kjaer                                                             |
| 21-6-2018                                                                | Samara                                                                   | Danimarca                                                                | 1 – 1                                                                    | Australia                                                                | Mondiali 2018 - 1º turno                                                 | Christian Eriksen                                                           | Cap: S.Kjaer                                                             |
| 26-6-2018                                                                | Mosca                                                                    | Francia                                                                  | 0 – 0                                                                    | Danimarca                                                                | Mondiali 2018 - 1º turno                                                 | -                                                                           | Cap: S.Kjaer                                                             |
| 1-7-2018                                                                 | Nižnij Novgorod                                                          | Croazia                                                                  | 1 – 1 dts (3 - 2 dtr)                                                    | Danimarca                                                                | Mondiali 2018 - Ottavi di finale                                         | Mathias Jørgensen                                                           | Cap: S.Kjaer                                                             |
| 9-9-2018                                                                 | Aarhus                                                                   | Danimarca                                                                | 2 – 0                                                                    | Galles                                                                   | UEFA Nations League 2018-2019 - Lega B                                   | 2 Christian Eriksen 1 (rig.)                                                | Cap: S.Kjaer                                                             |
| 13-10-2018                                                               | Dublino                                                                  | Irlanda                                                                  | 0 – 0                                                                    | Danimarca                                                                | UEFA Nations League 2018-2019 - Lega B                                   | -                                                                           | Cap: S.Kjaer                                                             |
| 16-10-2018                                                               | Herning                                                                  | Danimarca                                                                | 2 – 0                                                                    | Austria                                                                  | Amichevole                                                               | Lukas Lerager Martin Braithwaite                                            | Cap: S.Kjaer                                                             |
| 16-11-2018                                                               | Cardiff                                                                  | Galles                                                                   | 1 – 2                                                                    | Danimarca                                                                | UEFA Nations League 2018-2019 - Lega B                                   | Nicolai Jörgensen Martin Braithwaite                                        | Cap: C.Eriksen                                                           |
| 19-11-2018                                                               | Aarhus                                                                   | Danimarca                                                                | 0 – 0                                                                    | Irlanda                                                                  | UEFA Nations League 2018-2019 - Lega B                                   | -                                                                           | Cap: C.Eriksen                                                           |
| 21-3-2019                                                                | Prishtina                                                                | Kosovo                                                                   | 2 – 2                                                                    | Danimarca                                                                | Amichevole                                                               | Christian Eriksen (rig.) Pierre-Emile Højbjerg                              | Cap: K.Schmeichel                                                        |
| 26-3-2019                                                                | Basilea                                                                  | Svizzera                                                                 | 3 – 3                                                                    | Danimarca                                                                | Qual. Euro 2020                                                          | Mathias Jørgensen Christian Gytkjaer Henrik Dalsgaard                       | Cap: S.Kjaer                                                             |
| 7-6-2019                                                                 | Copenaghen                                                               | Danimarca                                                                | 1 – 1                                                                    | Irlanda                                                                  | Qual. Euro 2020                                                          | Pierre-Emile Højbjerg                                                       | Cap: S.Kjaer                                                             |
| 10-6-2019                                                                | Copenaghen                                                               | Danimarca                                                                | 5 – 1                                                                    | Georgia                                                                  | Qual. Euro 2020                                                          | 2 Kasper Dolberg Christian Eriksen (rig.) Yussuf Poulsen Martin Braithwaite | Cap: S.Kjaer                                                             |
| 12-10-2019                                                               | Copenaghen                                                               | Danimarca                                                                | 1 – 0                                                                    | Svizzera                                                                 | Qual. Euro 2020                                                          | Yussuf Poulsen                                                              | Cap: S.Kjaer                                                             |
| 15-10-2019                                                               | Aalborg                                                                  | Danimarca                                                                | 4 – 0                                                                    | Lussemburgo                                                              | Amichevole                                                               | Martin Braithwaite 2 Kasper Dolberg Christian Gytkjaer                      | Cap: S.Kjaer                                                             |
| 15-11-2019                                                               | Copenaghen                                                               | Danimarca                                                                | 6 – 0                                                                    | Gibilterra                                                               | Qual. Euro 2020                                                          | 2 Robert Skov Christian Gytkjaer Martin Braithwaite 2 Christian Eriksen     | Cap: S.Kjaer                                                             |
| 18-11-2019                                                               | Dublino                                                                  | Irlanda                                                                  | 1 – 1                                                                    | Danimarca                                                                | Qual. Euro 2020                                                          | Martin Braithwaite                                                          | Cap: S.Kjaer                                                             |
| Totale                                                                   |                                                                          | Presenze                                                                 | 40                                                                       |                                                                          | Reti                                                                     | 83                                                                          |                                                                          |

### Nazionale islandese nel dettaglio
| 2023             | Islanda        | Qual. Euro 2024               | 4° nel gruppo J, qualificato ai play-off tramite Nations League, eliminato ai play-off | 8  | 2 | 1 | 5  | 25,00 | 10 | 13 | -3 |
| mar. 2024        | Islanda        | Qual. Euro 2024               | 4° nel gruppo J, qualificato ai play-off tramite Nations League, eliminato ai play-off | 2  | 1 | 0 | 1  | 50,00 | 5  | 3  | +2 |
| 2024             | Islanda        | UEFA Nations League 2024-2025 | 3° nel Gruppo 4 della Lega B                                                           | 6  | 2 | 1 | 3  | 33,33 | 10 | 13 | -3 |
| dal 2023 al 2024 | Islanda        | Amichevoli                    |                                                                                        | 4  | 3 | 0 | 1  | 75,00 | 4  | 4  | +0 |
| Totale Islanda   | Totale Islanda | Totale Islanda                | Totale Islanda                                                                         | 20 | 8 | 2 | 10 | 40,00 | 29 | 33 | -3 |

#### Panchine da commissario tecnico della nazionale islandese
| Cronologia completa delle presenze e delle reti in nazionale ― Islanda | Cronologia completa delle presenze e delle reti in nazionale ― Islanda | Cronologia completa delle presenze e delle reti in nazionale ― Islanda | Cronologia completa delle presenze e delle reti in nazionale ― Islanda | Cronologia completa delle presenze e delle reti in nazionale ― Islanda | Cronologia completa delle presenze e delle reti in nazionale ― Islanda | Cronologia completa delle presenze e delle reti in nazionale ― Islanda | Cronologia completa delle presenze e delle reti in nazionale ― Islanda |
| Data                                                                   | Città                                                                  | In casa                                                                | Risultato                                                              | Ospiti                                                                 | Competizione                                                           | Reti                                                                   | Note                                                                   |
| ---------------------------------------------------------------------- | ---------------------------------------------------------------------- | ---------------------------------------------------------------------- | ---------------------------------------------------------------------- | ---------------------------------------------------------------------- | ---------------------------------------------------------------------- | ---------------------------------------------------------------------- | ---------------------------------------------------------------------- |
| 17-6-2023                                                              | Reykjavík                                                              | Islanda                                                                | 1 – 2                                                                  | Slovacchia                                                             | Qual. Euro 2024                                                        | Alfreð Finnbogason (rig.)                                              | Cap: J. Guðmundsson                                                    |
| 20-6-2023                                                              | Reykjavík                                                              | Islanda                                                                | 0 – 1                                                                  | Portogallo                                                             | Qual. Euro 2024                                                        | -                                                                      | Cap: J. Guðmundsson                                                    |
| 8-9-2023                                                               | Lussemburgo                                                            | Lussemburgo                                                            | 3 – 1                                                                  | Islanda                                                                | Qual. Euro 2024                                                        | Hákon Arnar Haraldsson                                                 | Cap: J. Guðmundsson                                                    |
| 11-9-2023                                                              | Reykjavík                                                              | Islanda                                                                | 1 – 0                                                                  | Bosnia ed Erzegovina                                                   | Qual. Euro 2024                                                        | Alfreð Finnbogason                                                     | Cap: J. Guðmundsson                                                    |
| 13-10-2023                                                             | Reykjavík                                                              | Islanda                                                                | 1 – 1                                                                  | Lussemburgo                                                            | Qual. Euro 2024                                                        | Orri Óskarsson                                                         | Cap: S. Ingason                                                        |
| 16-10-2023                                                             | Reykjavík                                                              | Islanda                                                                | 4 – 0                                                                  | Liechtenstein                                                          | Qual. Euro 2024                                                        | 2 Gylfi Sigurðsson (1 rig.) Alfreð Finnbogason Hákon Arnar Haraldsson  | Cap: S. Ingason                                                        |
| 16-11-2023                                                             | Bratislava                                                             | Slovacchia                                                             | 4 – 2                                                                  | Islanda                                                                | Qual. Euro 2024                                                        | Orri Óskarsson Andri Guðjohnsen                                        | Cap: J. Guðmundsson                                                    |
| 19-11-2023                                                             | Lisbona                                                                | Portogallo                                                             | 2 – 0                                                                  | Islanda                                                                | Qual. Euro 2024                                                        | -                                                                      | Cap: J. Guðmundsson                                                    |
| 14-1-2024                                                              | Fort Lauderdale                                                        | Guatemala                                                              | 0 – 1                                                                  | Islanda                                                                | Amichevole                                                             | Ísak Þorvaldsson                                                       | Cap: A. Traustason                                                     |
| 18-1-2024                                                              | Fort Lauderdale                                                        | Honduras                                                               | 0 – 2                                                                  | Islanda                                                                | Amichevole                                                             | Andri Guðjohnsen (rig.) Brynjólfur Darri Willumsson                    | Cap: S. Ingason                                                        |
| 21-3-2024                                                              | Budapest                                                               | Israele                                                                | 1 – 4                                                                  | Islanda                                                                | Qual. Euro 2024                                                        | 3 Albert Guðmundsson Arnor Traustason                                  | Cap: S. Ingason                                                        |
| 26-3-2024                                                              | Breslavia                                                              | Ucraina                                                                | 2 – 1                                                                  | Islanda                                                                | Qual. Euro 2024                                                        | Albert Guðmundsson                                                     | Cap: J. Guðmundsson                                                    |
| 7-6-2024                                                               | Londra                                                                 | Inghilterra                                                            | 0 – 1                                                                  | Islanda                                                                | Amichevole                                                             | Jón Dagur Þorsteinsson                                                 | Cap: J. Guðmundsson                                                    |
| 10-6-2024                                                              | Rotterdam                                                              | Paesi Bassi                                                            | 4 – 0                                                                  | Islanda                                                                | Amichevole                                                             | -                                                                      | Cap: J. Guðmundsson                                                    |
| 6-9-2024                                                               | Reykjavík                                                              | Islanda                                                                | 2 – 0                                                                  | Montenegro                                                             | UEFA Nations League 2024-2025 - Lega B                                 | Orri Óskarsson Jón Dagur Þorsteinsson                                  | Cap: J. Guðmundsson                                                    |
| 9-9-2024                                                               | Smirne                                                                 | Turchia                                                                | 3 – 1                                                                  | Islanda                                                                | UEFA Nations League 2024-2025 - Lega B                                 | Victor Pálsson                                                         | Cap: J. Guðmundsson                                                    |
| 11-10-2024                                                             | Reykjavík                                                              | Islanda                                                                | 2 – 2                                                                  | Galles                                                                 | UEFA Nations League 2024-2025 - Lega B                                 | Logi Tómasson autorete                                                 | Cap: J. Guðmundsson                                                    |
| 14-10-2024                                                             | Reykjavík                                                              | Islanda                                                                | 2 – 4                                                                  | Turchia                                                                | UEFA Nations League 2024-2025 - Lega B                                 | Orri Óskarsson Andri Guðjohnsen                                        | Cap: J. Guðmundsson                                                    |
| 16-11-2024                                                             | Nikšić                                                                 | Montenegro                                                             | 0 – 2                                                                  | Islanda                                                                | UEFA Nations League 2024-2025 - Lega B                                 | Orri Óskarsson Ísak Bergmann Jóhannesson                               | Cap: J. Guðmundsson                                                    |
| 19-11-2024                                                             | Cardiff                                                                | Galles                                                                 | 4 – 1                                                                  | Islanda                                                                | UEFA Nations League 2024-2025 - Lega B                                 | Andri Guðjohnsen                                                       | Cap: J. Guðmundsson                                                    |
| Totale                                                                 |                                                                        | Presenze                                                               | 20                                                                     |                                                                        | Reti                                                                   | 29                                                                     |                                                                        |

## Palmarès

### Giocatore

#### Individuale
- Gullklokka

1983

### Allenatore

#### Club
- Coppa di Norvegia: 2

Molde: 1994
Rosenborg: 2003
- Coppa di Svezia: 1

Helsingborg: 1997-1998
- Campionato svedese: 2

Helsingborg: 1999
Malmö: 2014
- Campionato danese: 1

Brøndby: 2001-2002
- Campionato norvegese: 1

Rosenborg: 2003
- Supercoppa di Svezia: 1

Malmö: 2014